# Bernard Blaquart
Bernard Blaquart (Roumazières-Loubert, 16 agosto 1957) è un allenatore di calcio ed ex calciatore francese, di ruolo attaccante.

## Caratteristiche tecniche
Giocava come centravanti.

## Carriera

### Allenatore
Alla guida del Nîmes, ha chiuso in seconda posizione la Ligue 2 2017-2018 ottenuto la promozione in Ligue 1 a distanza di 25 anni dall'ultima partecipazione del club occitano.

## Palmarès

### Giocatore

#### Competizioni internazionali
- Coppa delle Alpi: 1

Bordeaux: 1980